# Deuxième bras des Iroquois
Deuxième bras des Iroquois är ett vattendrag i Kanada.   Det ligger i provinsen Québec, i den östra delen av landet, 400 km nordost om huvudstaden Ottawa.
I omgivningarna runt Deuxième bras des Iroquois växer i huvudsak blandskog. Trakten runt Deuxième bras des Iroquois är nära nog obefolkad, med mindre än två invånare per kvadratkilometer.